# Hellas Syros FC
El Hellas Syros FC (en griego: Αθλητικός Προοδευτικός Όμιλος Ελλάς Σύρου) es un equipo de fútbol de Grecia que juega en la Segunda Superliga de Grecia, la segunda división nacional.

## Historia
Fue fundado en el año 1929 en la ciudad de Ermoupolis con el nombre Asociación Progresista de Fans Hellas Syros y reconocida oficialmente en 1938 por los tribunales de primera instancia. Su primer partido oficial lo jugó el 10 de junio de 1946 en un empate 2-2 ante el AO Kifisa y en noviembre de ese año fue reconocida oficialmente por la Asociación Helénica de Fútbol, aunque no pertenecía a ninguna federación local ya que en la única competición en la que estaba registrado era en la Copa de Grecia.
Debido a que no existía un estadio comunal, el club se vio obligado a utilizar el campo de la Escuela de la Reserva Militar a cambio del 10% de comisión por las entradas, lo que hizo que la invitación de los clubes no se beneficiara y obligó a los administradores a pedir al Ministerio de los Militares en 1947 que se le otorgara el estadio de forma gratuita. Sin embargo, la situación en lugar de mejorar se deterioró, ya que a veces el estadio no se dio en absoluto, como el 26 de octubre de 1949 cuando se canceló el partido oficial de la Copa de Grecia contra el Kallithea FC porque el comandante no permitió el uso del estadio.
Su primera aparición en la Copa de Grecia fue en la temporada de 1947/48 donde enfrentó al Fostiras FC el 16 de noviembre de 1947 donde perdió por 1-4. En la temporada de 1951/52 logró superar la primera ronda de la Copa de Grecia donde eliminó al Panhellenic FC por 1-0, pero fue eliminado en la siguiente ronda por el Aias Salamina por 1-5.
En 1968 el club se fusiona con el PAS Aris Syros con el fin de participar en la Liga del Pireo. Luego de un cambio en la dirigencia el club pasó a jugar a la Liga de Ciclades en 1980, y en 1991 logra jugar por primera vez a nivel nacional cuando logró el ascenso a la Delta Ethniki donde descendió tras una temporada, resultado que se volvió a repetir dos veces. En la temporada 2022/23 por la reforma al sistema de ligas de fútbol de Grecia logra el ascenso por primera vez a la Gamma Ethniki, regresando a las competiciones nacionales luego de 15 años de ausencia.
En la temporada 2024/25 gana el grupo 3 y consigue el ascenso a la Segunda Superliga de Grecia, la cual es su primera participación en una liga profesional.

## Palmarés
- Gamma Ethniki: 1

2024/25
- Campeonato de Cícladas: 6

1987, 1991, 1995, 2007, 2022, 2023
- Copa de Clíneas: 2

1996, 2025